# Diálogo entre el Amor y un Viejo

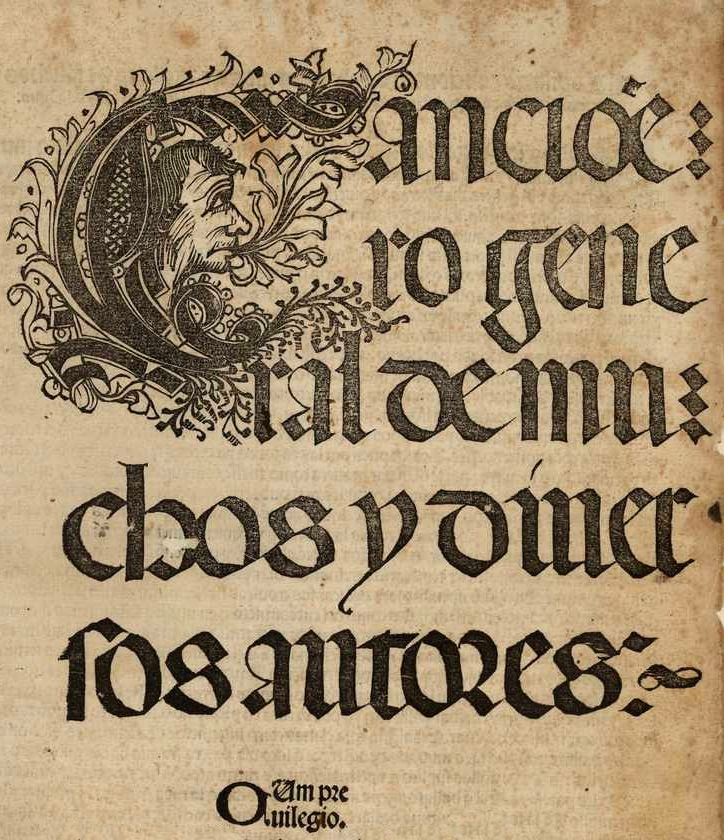
Portada del Cancionero General.

El Diálogo entre el amor y un viejo es una obra dramática en un solo acto escrita por Rodrigo Cota de Maguaque en la segunda mitad del siglo XV. La pieza forma parte del Cancionero General publicado por Hernando del Castillo en 1511. El Diálogo se desarrolla sobre el tópico grecolatino del senex amans, un recurso protagonizado por un hombre de edad avanzada que reflexiona sobre el amor y sus consecuencias. La obra se estructura sobre un coloquio sostenido entre dos personajes (el viejo y una alegoría del amor). Este desarrollo basado en un debate denota una fuerte influencia del Humanismo.

## Contexto histórico-literario
Hernando del Castillo comenzó la recopilación del Cancionero General en 1490 y fue impreso por primera vez en Valencia en 1511, bajo el sello de la imprenta de Cristóbal Hoffman. Fue una obra muy conocida y divulgada que contó con hasta cinco ediciones sucedidas a lo largo del siglo XVI.
Para acercarnos más al Diálogo, debemos tener en cuenta el contexto poético en el que se inscribe el autor. Según los expertos, la mayor parte de los textos poéticos del siglo XV tomaron el cancionero como formato de difusión, un formato que destacaba por la variedad de temas tratados como la enorme cantidad de autores recogidos.
Se conservan aproximadamente una cincuentena de estas antologías, siendo la de Baena la más antigua conservada. También son destacables cancioneros anteriores al General como el de Stuñiga, Palacio y Herberay des Essarts. El Cancionero General está enmarcado dentro del Renacimiento temprano, aunque su contenido sea un excelente reflejo de la producción poética durante el reinado de los Reyes Católicos y un testimonio preciso de la evolución de la lírica castellana del siglo XV.
Según algunos expertos, la temática de la poesía del siglo XV es una constante variación de tres temas: la muerte, la fortuna y el amor, a la vez que se iban incorporando desde nuevos enfoques hasta métricas y géneros más novedosos. Uno de los géneros que se incorporó a la literatura castellana fue el de la “poesía dramática” un género extraído directamente de la literatura italiana (questioni) y que consiste en el desarrollo de la pieza mediante un debate establecido entre dos o más participantes.
El mismo Diálogo es un ejemplo de este nuevo género de clara influencia humanística (el coloquio se consolidó como uno de los recursos más recurrentes en la literatura). Lo más destacable del Diálogo es su intención teatral y la dialéctica utilizada para tratar el amor fue sirvió de referencia para obras posteriores como La Celestina o Diálogo del Viejo, el Amor y la Mujer hermosa una pieza descubierta en el siglo XIX por Alfonso Miola y publicada en 1881. Es un texto anónimo, pero está fuertemente relacionado con el diálogo de Cota por numerosas similitudes como la temática (ambos giran en torno al debate entre el Viejo y el Amor aunque en la obra anónima también participe un tercer personaje) y la intención moralista respecto al amor y sus consecuencias.

## Estructura y desarrollo
La estructura de la obra es sencilla: se estructura en 630 versos que siguen un esquema métrico fijo de redondillas más quintillas. La pieza se divide en dos partes: la primera sirve de introducción y en ella encontramos el reconocimiento de la autoría de Cota y se adjunta una breve descripción del escenario donde tiene lugar la trama. Se nos muestra un lugar desolado donde se levanta una choza en la que vive el protagonista, un hombre viejo aquejado por las miserias del amor. En la introducción se avisa al lector que el Amor (representado de manera alegórica por un hombre) aparece en la escena y comienza a tener lugar un coloquio sobre la naturaleza del amor.
Tras el encabezamiento, comienza el argumento de la obra, que podría ser esquematizado de la siguiente manera:
-         Versos 1-36: Aparece el Viejo y comienza la obra con un monólogo en el que describe la situación en que se encuentra a causa del amor, haciendo uso del entorno que le rodea como una metáfora de sus sentimientos.
“La beldad de este jardín
ya no temo que halles
ni las ordenadas calles
ni los muros de jazmín,
ni los arroyos corrientes
de vivas aguas notables,
ni las albercas y fuentes
ni las aves producientes
de cantos tan consolables.”
Cota utiliza uno de los tópicos más comunes del Renacimiento, el locus amoenus (la exaltación de un entorno natural ideal), lo parodia y utiliza la descripción de ese entorno tan desfavorecido como metáfora de la destrucción que trae el amor. También podríamos considerar la idea de que la descripción ofrecida podría ser una metáfora sobre el envejecimiento.
-         Versos 37-67: Tras la descripción, el viejo comienza a nombrar las consecuencias del amor, enumerando muchos de los estados que suele atravesar el amante: afán, desdén, celos…
-         Versos 68-342: La aparición del Amor da inicio al coloquio que no sigue fielmente las formas de un debate humanístico ya que esta pieza responde a una intención puramente dramática. Se produce un intercambio de palabras en el que se desvela la intención del Amor de ganarse la atención del viejo, quien se niega a escucharle afirmando que “la edad y la razón/ de ti me han liberado”. El viejo insiste en la idea de que el amor únicamente causa la tristeza a lo que el Amor responde haciendo un discurso denigrante de la melancolía y comienza a ensalzar las virtudes del amor. Esta alabanza propia recurre a muchas enumeraciones donde determina los aportes del amor en la naturaleza humana y termina el discurso haciendo uso de uno de los recursos novedosos del Renacimiento: amor omnia vincit:
Y a quien buena ventura
tienen todos a seguir
recibe, pues que precura
no hacerte desmesura
más de muerto revivir.
-         Versos 343-411: El viejo responde destacando los males del amor. Califica a Amor de engañoso y, a lo largo de su intervención le acusa de muchas desgracias humanas: ““El libre haces cautivo / el alegre mucho triste”. La intervención del viejo concluye con tres versos que parecen predecir el final de la obra:
“tú hazes en senetud
la hazienda y la virtud
y el auctoridad caer”
-         Versos 412-522: El Amor responde y se reafirma en la idea de que el amor es algo bueno que los hombres convertimos en malo y que por tanto no es el amor lo que levanta sufrimientos sino que es la misma condición humana. El Amor insiste y afirma que el mismo, con su intervención, puede rejuvenecer al viejo:
“ por ende si con dulzura
Me quieres obedecer
Yo haré reconocer
En ti nueva frescura”
El Viejo se muestra tentado y decide rendirse y aceptar el pacto del Amor (“Vente a mí, muy dulce Amor, vente a mí, mis brazos abiertos; ves aquí a tu servidor hecho siervo del señor sin temor los dones ciertos”)
-         Versos 523-630:  el Amor desvela que todo formaba parte del engaño con la intención de reconquistarlo. El viejo acepta su derrota con dignidad y la pieza cierra con los siguientes versos: “si del precio del vencido del que vence es el honor, yo de ti tan combatido no seré flaco caído ni tu fuerte vencedor”.

## Cualidades dramáticas y literarias
Uno de los aspectos más interesantes de Cota es el carácter teatral del Diálogo, uno de los pocos textos del Cancionero General donde se presenta una estructura dialogada y cierto dinamismo, movimiento y acción que nos podrían hacer intuir que se trata de un acto de una obra de teatro. Entonces podríamos inscribir el Diálogo dentro del teatro profano, una categoría que a su vez se divide en dos subgrupos dependiendo del contenido de la pieza: teatro amoroso cortesano o de tema político alegórico. El Diálogo es una clara muestra de teatro profano amoroso cortesano. La concepción de Cota del amor tiene claras influencias humanísticas e incluso podríamos destacar el tono reflexivo, casi filosófico, con el que los personajes dialogan sobre el amor.
El hecho de que el Diálogo se desarrolle mediante un debate es algo muy innovador. Las preguntas y respuestas eran un género muy popular en el cancionero del siglo XV (En el Cancionero General cuentan con su propio apartado) que se remonta a dos géneros de la poesía provenzal: La tensó y el joc partit. Aun así, el Diálogo se desarrolla siguiendo una concepción más coetánea del debate de marcada influencia Humanista.
El Diálogo de Cota, aun siendo breve, nos ofrece una multitud de matices a resaltar de enorme interés literario, lo que nos permite definir esta obra como muy rica. Ya en los primeros versos Cota establece una detallada metáfora entre los sentimientos del Viejo y el entorno mísero y decadente que le rodea. Este uso de imágenes (ya sean alegorías, comparaciones…) es muy común dentro de la poesía romántica del Cancionero. También debemos destacar la parodia que, mediante esta imagen inicial, Cota hace del recurso Locus amoenus, uno de los más populares de la poesía renacentista.
El debate sucedido en la obra no se enmarca dentro de las características del debate filosófico ya que lo que el autor busca es darle un sentido teatral a la pieza. Las réplicas y contra réplicas se suceden bajo una intención estética y recreativa, no como una herramienta de comunicación clara y concisa de una idea. Predominan las enumeraciones (que tienen intención de intensificar las intervenciones de los personajes), el uso constante de adjetivos y otros muchos recursos que buscan remarcar la intención poética del Diálogo.
En una de las intervenciones, el Amor utiliza el tópico amor omnia vincit en el que plantea la naturaleza del amor como superior a la muerte. Este tópico no fue excesivamente popular en el Renacimiento. En cambio, en el Barroco se consolidó como uno de los más utilizados y populares, siendo Quevedo uno de los poetas que más recurrió al tópico.
Cota carga el diálogo de muchísimas recriminatorias entre ambos personajes, lo que hace que la pieza tome cierta agresividad en algunas partes. También podemos apreciar una exaltación constante de los sentimientos que remarca la idea de Cota de orientar su obra a la teatralidad y no al debate humanista.
El diálogo es muy dinámico y la trama sucede de manera muy fluida. Hay algunos apartados en los que la pieza llega a alcanzar formas un tanto filosóficas que produjeron muchísima admiración.
El Diálogo, aun siendo una obra breve, constituye la única obra certificada de Rodrigo Cota y uno de los textos más importantes del Cancionero General por su carácter ecléctico en el que fusiona desde tópicos medievales hasta las últimas novedades del Renacimiento.